# وزارة المالية (بوتان)
وزارة المالية في مملكة بوتان هي وزارة ضمن حكومة مملكة بوتان، وهي مسؤولة عن توجيه ودعم اقتصاد قوي من خلال سياسة مالية ديناميكية وثقافة قوية للانضباط المالي.

## الأقسام
تتولى وزارة المالية ما يلي:
- قسم شؤون الاقتصاد الكلي
- إدارة الميزانية الوطنية
- قسم الأملاك الوطنية
- قسم الحسابات العامة
- دائرة الإيرادات والجمارك

## وزراء المالية
- ليونبو تشوجيال (20 مايو 1968 – 1988)
- ليونبو دورجي تشيرينج (1988 - 1998)
- ليونبو يشي زيمبا (أغسطس 1998 - يوليو 2003)
- ليونبو وانغدي نوربو (يوليو 2003 - يوليو 2007) (أبريل 2008 - مايو 2013)
- ليونبو نامجاي دورجي (يوليو 2013 - 2018)
- ليونبو نامجاي تشيرينج (7 نوفمبر 2018 - ...)

المصدر: